# District fédéral (Brésil)
Pour les articles homonymes, voir District fédéral et DF.
Le District fédéral (en portugais : Distrito Federal) est l'une des vingt-sept unités fédérales du Brésil aux côtés des vingt-six États. Dans son territoire se trouve la capitale fédérale, Brasilia. Il se situe au cœur du plateau central brésilien, presque entièrement enclavé dans l'État du Goiás, et possède une frontière avec l'État de Minas Gerais. Sous sa forme actuelle, le District fédéral est créé en 1960 lors du transfert de la capitale du pays de Rio de Janeiro à Brasília. La région est autonome administrativement et possède un statut particulier différent de celui des États fédérés.

## Histoire
De la proclamation de la république  en 1891 à 1960, le District fédéral occupe le territoire actuel de la municipalité de Rio de Janeiro. Avec le transfert du pouvoir politique de Rio à Brasília, un nouveau District fédéral est créé au centre du pays, à partir d'une portion de l'État du Goiás, à la frontière avec l'état de Minas Gerais. L'ancien district devient État de Guanabara, avec Rio pour capitale. Fondé en 1960 sous l'impulsion de Juscelino Kubitschek, alors président de la République, le nouveau District fédéral a pour but de dynamiser l'intérieur des terres, largement délaissées pour les régions côtières depuis le début de la colonisation du pays.

## Géographie

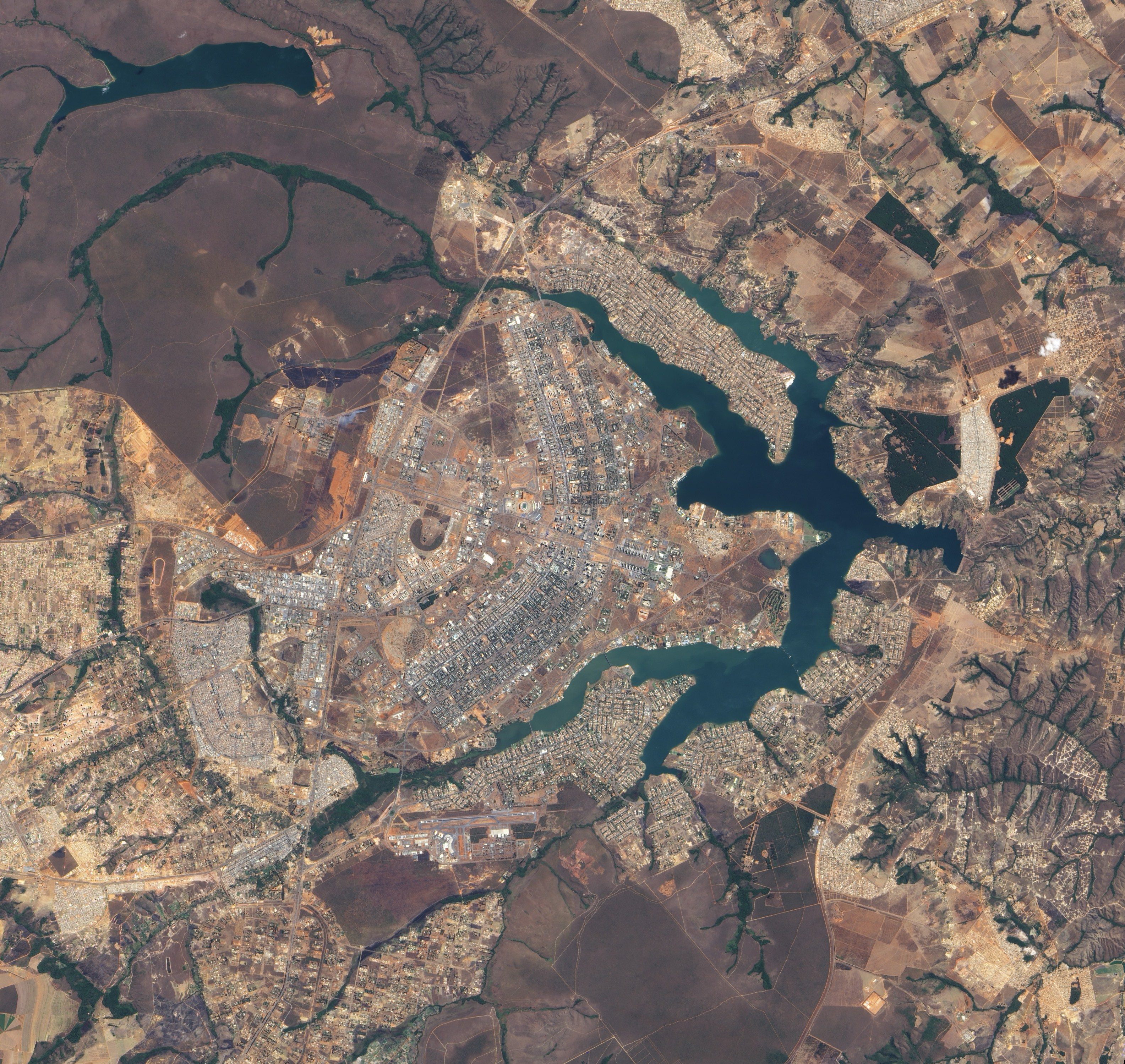
Vue partielle du District fédéral depuis Earth Observing-1. Aout 2001.

### Situation
Le District fédéral est presque entièrement enclavé dans l'État du Goiás, possédant une frontière avec l'état de Minas Gerais à l'extrême est de son territoire, situé dans la région Centre-Ouest. Sa superficie est de 5 789 km2 pour environ 2 300 000 habitants (2005), ce qui lui donne la plus forte densité de population parmi les États brésiliens.

### Climat
Son climat est tropical (température annuelle de 22 °C). La saison des pluies, où les précipitations vont de 20 à 25 cm par mois, commence en octobre et s'achève en avril. D'avril à octobre la saison sèche comprend une période fraîche (minimales 13 °C, maximales 25 °C) jusqu'en août, suivie d'une période chaude (minimales 17 °C, maximales 28 °C) jusqu'en novembre.

### Relief
Le relief du District fédéral est relativement peu accidenté, caractérisé par un relief de plaines, de collines arrondies et de quelques chapadas. L'altitude moyenne du district est 1 100 mètres, le point le plus haut culminant à 1 349 mètres.

## Gouvernement et politique

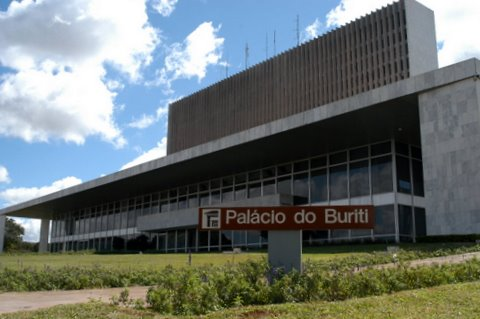
Le palais du Buriti, siège du gouvernement du District fédéral.

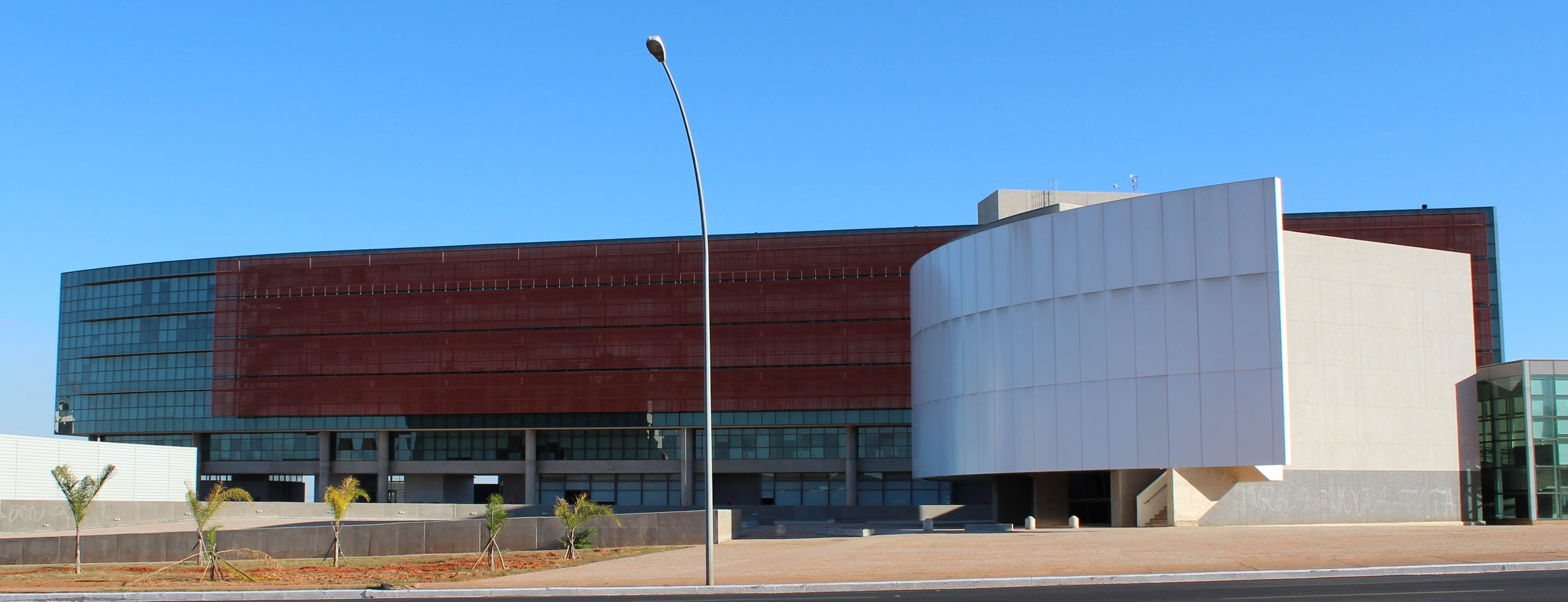
Le siège de la Chambre Législative du District fédéral.

La politique et l'administration du District fédéral se distinguent des autres unités de la fédération sur certains points particuliers, tels que définis dans la Constitution brésilienne de 1988 :
- le District fédéral est régi par une loi organique, typique des municipalités, et non par une constitution. Il exerce les pouvoirs législatifs réservés aux États et aux municipalités et qui ne sont pas interdits par la Constitution ;
- le caractère hybride du District fédéral est perceptible par sa chambre législative, dont le fonctionnement est intermédiaire entre celui d'un conseil municipal et d'une assemblée législative ;
- le pouvoir législatif du District fédéral est exercé par la chambre législative qui comprend 24 députés élus. Le chef du pouvoir exécutif est le gouverneur.

### Gouverneurs
| Période | Période  | Identité                | Étiquette | Qualité |
| ------- | -------- | ----------------------- | --------- | ------- |
| 1991    | 1995     | Joaquim Roriz           | PTR       |         |
| 1995    | 1999     | Cristovam Buarque       | PT        |         |
| 1999    | 2006     | Joaquim Roriz           | PSC       |         |
| 2006    | 2007     | Maria de Lourdes Abadia | PSDB      |         |
| 2007    | 2010     | José Roberto Arruda     | PFL       |         |
| 2010    | 2010     | Paulo Octávio           | DEM       |         |
| 2010    | 2010     | Wilson Lima             | PR        |         |
| 2010    | 2011     | Rogério Rosso           | PMDB      |         |
| 2011    | 2014     | Agnelo Queiroz          | PT        |         |
| 2015    | 2018     | Rodrigo Rollemberg      | PSB       |         |
| 2019    | En cours | Ibaneis Rocha           | MDB       |         |